# Esto-Sadok
Esto-Sadok (Russisch: Эсто-Садок; Estisch: Eesti Aiake; "Estische tuin") is een plaats (posjolok) in het district Adlerski van de Russische stad Sotsji, in het zuiden van de kraj Krasnodar. Het bergdorp ligt aan de rivier de Mzymta op 4 kilometer ten noorden van de wintersportplaats Krasnaja Poljana, waar het min of meer deel van uitmaakt. Het dorp telt 3 straten (Zakavkazkaja, Tammsaare en Podgornaja) en er wonen ongeveer 400 mensen, waarvan een klein deel van Estische afkomst.

## Geschiedenis
Op de plek waar Esto-Sadok zich nu bevindt, woonden tot 1864 Oebychen en Sadz, die met honderdduizenden anderen door Russische soldaten werden gedeporteerd naar het Ottomaanse Rijk (moehadjirisme).
De plaats werd gesticht in 1886 door 36 Estische gezinnen om er landbouw te gaan bedrijven. Zij kwamen eerder op 21 augustus 1886 naar het Griekse dorp Krasnaja Poljana en trokken vandaaruit naar Esto-Sadok. Momenteel is de Estische gemeenschap nog zeer klein en sterk gerussificeerd.
In de plaats bevindt zich een museum ter nagedachtenis van de Estische schrijver Anton Hansen Tammsaare, die er begin 20e eeuw een tijdlang woonde, alsook het skicomplex Alpika-Servis.

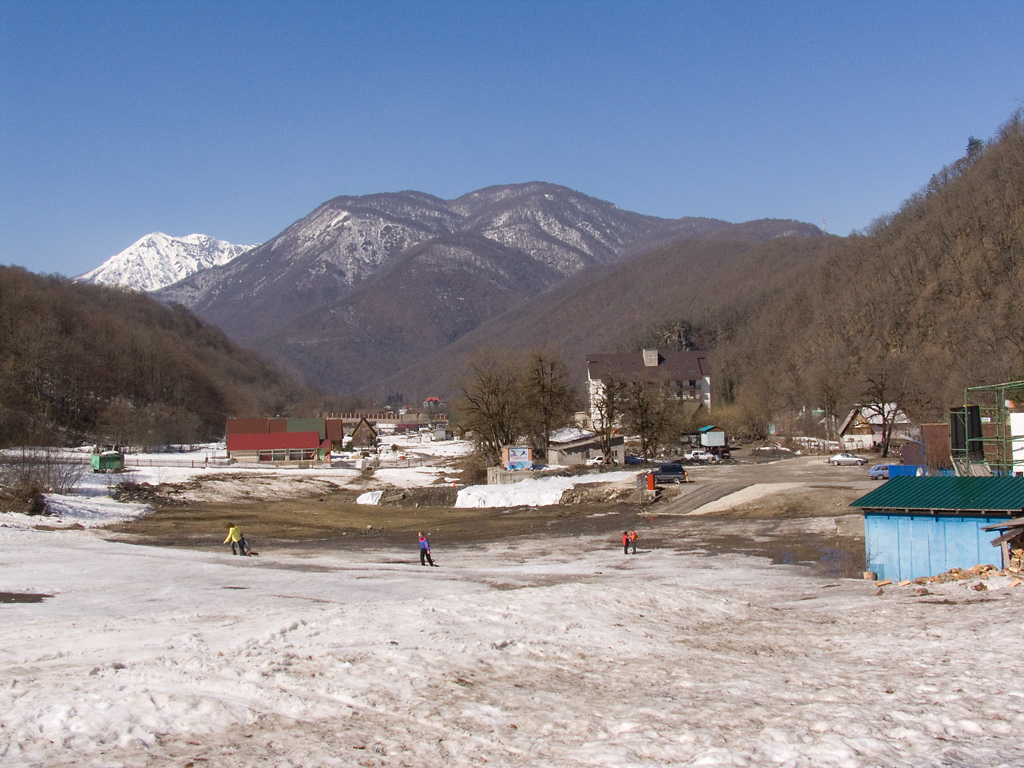
Gezicht op de oostzijde van het skicomplex Alpika-Servis